# André Potocki
André Potocki, né le 21 juin 1950 à Lyon, est un juriste français. Il était juge à la Cour européenne des droits de l'homme de 2011 à 2020.

## Biographie

### Formation
André Potocki est licencié en droit de l’université de Paris II et diplômé de l’Institut des études judiciaires en 1973. Il est admis à l’École nationale de la magistrature en 1975.

### Carrière judiciaire
Il entre dans la magistrature en 1979 comme secrétaire général adjoint de la première présidence de la cour d’appel de Paris, avant de devenir vice-président au tribunal de grande instance de Senlis en 1982, puis secrétaire général, successivement de la présidence du tribunal de grande instance de Paris en 1984, de la première présidence de la cour d’appel de Paris en 1985, puis de la première présidence de la Cour de cassation en 1988. Il est ensuite vice-président au tribunal de grande instance de Paris en 1990 puis rejoint le ministère de la Justice où il est chef du service des Affaires européennes et internationales au ministère de 1991 à 1994.
Conseiller à la cour d’appel de Paris et parallèlement professeur associé à l’université de Paris X-Nanterre en droit des communautés européennes, il est juge au Tribunal de première instance des Communautés européennes à Luxembourg en 1995.
De 2005 à 2011, il est conseiller à la Cour de cassation, où il préside notamment la chambre commerciale.
De 2002 à 2006, il est vice-président de la commission pour l'efficacité de la justice (CEPEJ) du Conseil de l'Europe[réf. nécessaire], et à partir de 2009, membre de la commission de réexamen des décisions pénales consécutif au prononcé d'un arrêt de la CEDH.
De 2008 à 2010, il est rédacteur en chef des Cahiers de la justice. Il est également Visiting Scholar à la faculté de droit de l’université Columbia à New-York en 2011.

### Juge à la Cour européenne des droits de l'homme
Le 21 juin 2011, André Potocki est élu par l’Assemblée parlementaire du Conseil de l'Europe juge à la Cour européenne des droits de l'homme, en remplacement de Jean-Paul Costa, qui était alors président de la Cour. Il entre en fonction le 4 novembre suivant, pour un mandat de neuf ans non renouvelable.
L’élection du juge français à la Cour européenne des droits de l’homme est marquée par ce qui est décrit dans la presse comme un « pénible vaudeville ». Le président Nicolas Sarkozy tente, vraisemblablement aux fins de manœuvre politique, de faire élire Michel Hunault, député UMP sans expérience juridictionnelle suffisante. La sous-commission de l’Assemblée parlementaire du Conseil de l’Europe fait échec à cette tentative en refusant la liste de trois noms proposée par le gouvernement et en exigeant la présentation d’une nouvelle, sans Michel Hunault.
À l'occasion de son élection, André Potocki déclare qu'il entendait y être « l'interface privilégiée entre l'ordre juridique français et la CEDH : ma mission en tant que juge français est de faire en sorte que si la France doit être condamnée par la Cour, elle le soit en connaissance de cause de la requête qui lui était soumise ». Ainsi, il participe en France à des sessions de sensibilisation du rôle de la CEDH.
À l'approche des élections européennes de 2019, il s'inquiète de la montée des populismes : il estime que leur progression menace les libertés fondamentales.
Atteint par la limite d'âge, il quittera ses fonctions le 21 juin 2020 et sera remplacé par Mattias Guyomar.

### Vie privée
Il est divorcé de la magistrate Marie-Thérèse Lesueur de Givry et a deux enfants, Romain Potocki (journaliste) et Victoire Potocki (avocate à Paris).

## Décorations
- Officier de la Légion d'honneur Il est fait chevalier le 13 juillet 1999[10], puis est promu officier le 13 juillet 2019[11].
- Officier de l'ordre national du Mérite Il est fait chevalier le 25 juin 1992, puis est promu officier le 14 mai 2003[12].